# 사향노루
사향노루 또는 시베리아사향노루(학명: Moschus moschiferus)는 사향노루과의 동물이다. 궁노루 또는 아장(牙獐)이라고도 한다. 몸길이 65 ~ 87cm, 어깨높이 50 cm 가량으로 암수 모두 뿔이 없으며 수컷은 엄니가 특히 길고 커서 상아처럼 입 밖으로 나와 있다. 등은 짙은 흑갈색이고 젖빛의 무늬가 섞여 있다. 뺨·눈·귀 사이에 무늬가 있고, 몸의 아랫부분은 갈색과 흰색이 섞여 있다. 꼬리는 흑갈색이고 배꼽 안쪽에는 향낭(향주머니)이 있어 그 향낭에서 사향을 뿜어낸다.
산림에 단독 또는 한 쌍이 살면서 밤에 나뭇잎·풀·이끼 등을 먹는다. 12-1월에 짝짓기를 하고, 4월 말 무렵부터 1-2마리의 새끼를 낳는다. 가파른 경사나 절벽 위를 쉽게 뛰어다니며 지의류·풀·키 작은 나무와 나무의 어린 싹과 잎을 먹는다.

## 한국
한국에서는 천연기념물 및 멸종위기 야생생물 Ⅰ급으로 지정하여 보호하고 있다. 한국, 중국, 중앙아시아, 사할린, 시베리아, 몽고 등지에 분포한다. 몸길이 70~100㎝, 키 50~70㎝로 암수 모두 뿔이 없고, 수컷의 경우 위턱의 송곳니가 5cm 내외로 자라서 입밖으로 튀어나와 있다. 귀는 비교적 크고 다리는 짧으며, 발굽이 작고 꼬리가 매우 짧아 겉에서는 잘 보이지 않는다. 몸의 털색은 전체적으로 물결모양의 다갈색이고, 흰색 띠가 두 눈으로부터 목의 좌우, 앞가슴을 지나 앞다리 안쪽까지 내려가 있다.

## 서식 & 생활
대개 바위가 많은 해발 1,000 m 이상의 높은 산에서 서식하며, 바위나 나무껍질에 붙어사는 식물과 풀, 키가 작은 나무의 어린 싹과 잎, 열매 등을 먹는다. 1∼2마리의 새끼를 낳고, 단독 또는 암컷이 새끼와 함께 생활한다. 청각과 시각이 잘 발달되어 있으며, 겁이 많은 편이다.
배쪽에 사향주머니가 있는 수컷은, 교미시기에 암컷을 유인하기 위해 이곳에서 냄새를 풍긴다. 사향은 동물성 향료 및 약재로 가장 비싸게 쓰이기 때문에 마구 잡아 들여서 현재는 그 수가 급격히 감소하였다. 사향노루는 계속되는 사냥과 생태계 파괴로 인해 멸종위기에 있는 동물이므로 천연기념물로 지정하여 보호하고 있다.

## 북한
북한에서도 함경남도 신흥군 대동리의 천불산사향노루(260호) 함경북도 은덕군 록야리의 록야리사향노루(337호), 함경북도 무산군 마양로동자구의 마양사향노루(380호),평안남도 대흥군의 대흥사향노루(401호)를 천연기념물로 지정하고 있다.

## 사진

두개골

## 참고 문항
- 진도 고니류 도래지 - 국가유산청 국가유산포털

## 같이 보기
- 사향
- 멸종위기

## 다른 링크
- 위키미디어 공용에 사향노루 관련 미디어 분류가 있습니다.
- 사향노루 - 멸종위기 야생생물 포털

- 사향
- 멸종위기